# Chi Kiều lan
Calanthe là một chi địa lan phổ biến thuộc họ Orchidaceae với khoảng 200 loài.
Chi được chia thành 2 nhóm - loài rụng lá và thường xanh. Calanthe được tìm thấy trong tất cả các khu vực nhiệt đới, nhưng chủ yếu tập trung ở châu Á, một số loài cũng dao động vào các vùng đất nhiệt đới và cận nhiệt đới như Đài Loan, Ấn Độ và Madagascar. C. discolor là một loài nổi tiếng được tìm thấy ở Nhật Bản, một phần phía nam của Hàn Quốc và Trung Quốc.

## Các loài chọn lọc
- Calanthe abbreviata
- Calanthe aceras
- Calanthe actinomorpha
- Calanthe alba
- Calanthe albolutea
- Calanthe alismifolia
- Calanthe alleizettii
- Calanthe alpina
- Calanthe alta
- Calanthe angustifolia
- Calanthe aquamarina
- Calanthe arcuata
- Calanthe arfakana
- Calanthe argenteostriata
- Calanthe arisanensis
- Calanthe aristulifera
- Calanthe aruank
- Calanthe atjehensis
- Calanthe aurantiaca
- Calanthe aureiflora
- Calanthe balansae Finet, 1900
- Calanthe baliensis J.J.Wood & J.B.Comber, 1986
- Calanthe beamanii P.J.Cribb, 2009
- Calanthe beleensis Ormerod & P.J.Cribb, 2011
- Calanthe bicalcarata
- Calanthe biloba
- Calanthe bivalvis P.J.Cribb & Ormerod, 2011
- Calanthe brevicornu
- Calanthe burkei  P.J.Cribb, 2009
- Calanthe calanthoides
- Calanthe camptoceras
- Calanthe cardioglossa
- Calanthe carrii
- Calanthe caulescens
- Calanthe caulodes
- Calanthe ceciliae  Rchb.f., 1883
- Calanthe chevalieri
- Calanthe chloroleuca
- Calanthe chrysoglossoides
- Calanthe clavata
- Calanthe clavicalcar
- Calanthe claytonii P.J.Cribb, 2009
- Calanthe cleistogama
- Calanthe coiloglossa
- Calanthe conspicua
- Calanthe coodei P.J.Cribb, 2009
- Calanthe coreana
- Calanthe cremeoviridis
- Calanthe crenulata
- Calanthe crispifolia Ormerod, 2010
- Calanthe cruciata
- Calanthe crumenata
- Calanthe crystallina P.J.Cribb, 2009
- Calanthe davaensis
- Calanthe davidii
- Calanthe daymanensis Ormerod & P.J.Cribb, 2011
- Calanthe densiflora
- Calanthe devogelii P.J.Cribb & D.A.Clayton, 2011
- Calanthe dipteryx
- Calanthe discolor
- Calanthe dulongensis
- Calanthe duyana
- Calanthe ecallosa
- Calanthe ecarinata
- Calanthe emeishanica
- Calanthe engleriana
- Calanthe englishii
- Calanthe epiphytica Carr, 1933
- Calanthe fargesii
- Calanthe finisterrae
- Calanthe fissa
- Calanthe flava
- Calanthe floresana P.J.Cribb, 2009
- Calanthe forbesii
- Calanthe fragrans
- Calanthe fulgens
- Calanthe geelvinkensis
- Calanthe gibbsiae
- Calanthe goodenoughiana Ormerod & P.J.Cribb, 2011
- Calanthe graciliflora
- Calanthe graciliscapa
- Calanthe griffithii
- Calanthe halconensis
- Calanthe habbemensis Ormerod & P.J.Cribb, 2011
- Calanthe hancockii
- Calanthe hattorii
- Calanthe hennisii
- Calanthe henryi
- Calanthe herbacea
- Calanthe hirsuta
- Calanthe hololeuca
- Calanthe hoshii
- Calanthe humbertii H.Perrier, 1955
- Calanthe hyacinthina
- Calanthe imthurnii
- Calanthe inflata
- Calanthe izu-insularis
- Calanthe johorensis
- Calanthe judithiae P.J.Cribb, 2009
- Calanthe jusnerii
- Calanthe kaniensis
- Calanthe kemulensis
- Calanthe keshabii
- Calanthe kinabaluensis
- Calanthe labrosa
- Calanthe lacerata
- Calanthe lambii P.J.Cribb, 2009
- Calanthe lancilabris Ormerod & P.J.Cribb, 2011
- Calanthe lechangensis
- Calanthe leucosceptrum
- Calanthe leuseri P.J.Cribb, 2009
- Calanthe ligo P.J.Cribb, 2009
- Calanthe limprichtii
- Calanthe longibracteata
- Calanthe longifolia
- Calanthe lutiviridis
- Calanthe lyroglossa
- Calanthe madagascariensis
- Calanthe mannii
- Calanthe maquilingensis
- Calanthe maxii
- Calanthe mcgregorii
- Calanthe metoensis
- Calanthe micrantha
- Calanthe microglossa
- Calanthe millikenii P.J.Cribb, 2009
- Calanthe millotae
- Calanthe mindorensis
- Calanthe moluccensis
- Calanthe monophylla
- Calanthe muelleri
- Calanthe musa-amanii J.J.Wood, 2011
- Calanthe nankunensis
- Calanthe nicolae
- Calanthe nipponica
- Calanthe nivalis
- Calanthe oblanceolata
- Calanthe obreniformis
- Calanthe odora
- Calanthe oreadum
- Calanthe otuhanica
- Calanthe ovalifolia
- Calanthe ovata
- Calanthe papuana
- Calanthe parvilabris
- Calanthe pauciverrucosa
- Calanthe pavairiensis
- Calanthe petelotiana
- Calanthe pilosa
- Calanthe plantaginea
- Calanthe poiformis P.J.Cribb & Ormerod, 2011
- Calanthe polyantha
- Calanthe puberula
- Calanthe pulchra
- Calanthe pullei
- Calanthe rajana
- Calanthe reflexa
- Calanthe reflexilabris
- Calanthe repens
- Calanthe rhodochila
- Calanthe rigida
- Calanthe rosea
- Calanthe rubens
- Calanthe ruttenii
- Calanthe saccata
- Calanthe sacculata
- Calanthe salaccensis
- Calanthe sanderiana
- Calanthe sandsii P.J.Cribb, 2009
- Calanthe secunda P.J.Cribb, 2009
- Calanthe seranica
- Calanthe shelfordii
- Calanthe sieboldii
- Calanthe simplex
- Calanthe sinica
- Calanthe solomonensis P.J.Cribb & D.A.Clayton, 2011
- Calanthe spathoglottoides
- Calanthe speciosa
- Calanthe stella P.J.Cribb, 2009
- Calanthe stenophylla
- Calanthe stevensiana
- Calanthe striata
- Calanthe succedanea
- Calanthe sylvatica
- Calanthe taenioides
- Calanthe tahitensis
- Calanthe takeuchii Ormerod & P.J.Cribb, 2011
- Calanthe tenuis
- Calanthe torricellensis
- Calanthe transiens
- Calanthe tricarinata
- Calanthe trifida
- Calanthe triplicata
- Calanthe trulliformis
- Calanthe truncata
- Calanthe truncicola
- Calanthe tunensis J.J.Sm., 1900
- Calanthe tsoongiana
- Calanthe uncata
- Calanthe undulata
- Calanthe unifolia
- Calanthe vaginata
- Calanthe velutina
- Calanthe ventilabrum
- Calanthe versteegii
- Calanthe vestita
- Calanthe villosa
- Calanthe whiteana
- Calanthe womersleyi P.J.Cribb & Ormerod, 2011
- Calanthe woodii P.J.Cribb, 2009
- Calanthe yaoshanensis Z.X.Ren & H.Wang, 2011
- Calanthe yuana Tang & F.T.Wang, 1936
- Calanthe yuksomnensis Lucksom, 1998
- Calanthe zollingeri Rchb.f., 1857

## Đồng âm
Chi này có một số đồng âm sau:
- Alismorkis Thouars
- Amblyglottis Blume
- Aulostylis Schltr.
- Calanthidum Pfitzer
- Centrosia A.Rich.
- Centrosis Thouars
- Cytheris Lindl.
- Ghiesbreghtia A.Rich. & Galeotti
- Limatodes Blume
- Paracalanthe Kudô
- Preptanthe Rchb.f.
- Styloglossum Breda
- Sylvalismis Thouars